# 中野裕明
中野 裕明（なかの ひろあき, Francis Xavier Hiroaki Nakano, 1951年4月15日-）は日本のカトリック教会聖職者でカトリック鹿児島司教区の現任司教。洗礼名は「フランシスコ・ザビエル」。

## 経歴
1951年4月15日、鹿児島市で生まれる。鹿児島カテドラル・ザビエル教会で受洗し、長崎公教神学校に進み、福岡サン・スルピス大神学院で哲学と神学を学ぶ。1978年4月2日にザビエル教会で司祭に叙階。
1978年から1981年は司教館付き広報担当および教区報の編集長、1981年から1984年は鴨池教会司祭。1984年から1988年はローマに留学し、教皇庁立ウルバノ大学で教義学の免許を取得。帰国後、1988年から1993年は玉里教会主任司祭、1993年から2005年は名瀬教会主任司祭、2005年から2009年は教区事務局長、2009年から2011年はザビエル教会主任司祭等を務めた。 
2011年8月から日本カトリック神学院福岡キャンパス養成者となり、翌年2012年4月からは東京キャンパス養成者となる。2013年4月には副院長となり、2018年2月からは院長を務めた。
2018年7月7日に教皇フランシスコから鹿児島司教区司教の任命を受け、同年10月8日に鹿児島市の宝山ホールで前鹿児島教区長郡山健次郎司教の主司式、長崎教区高見三明大司教と大阪教区前田万葉枢機卿の共同聖別による叙階式で司教に叙階された。

## プロライフとの関り
7月15日にはカトリック大阪大司教区酒井俊弘補佐司教と共にマーチ・フォー・ライフに参加した。